# Cheltenham Association Football League
Cheltenham Association Football League är en engelsk fotbollsliga baserad runt Cheltenham, grundad 1900. Den har fyra divisioner och toppdivisionen Division 1 ligger på nivå 14 i det engelska ligasystemet.
Ligan är en matarliga till Gloucestershire Northern Senior Football League.

## Mästare
| Säsong  | Division 1        |
| ------- | ----------------- |
| 2003/04 | Newton Heath      |
| 2004/05 | Gala Wilton       |
| 2005/06 | Star FC           |
| 2006/07 | Hatherley Rangers |
| 2007/08 | Winchcombe Town   |
| 2008/09 | FC Barometrics    |
| 2009/10 | Moreton Rangers   |
| 2010/11 | Real Whaddon      |
| 2011/12 |                   |